# Colorful Stage! The Movie: A Miku Who Can’t Sing
Project SEKAI: Сломанный мир и не поющая Мику (англ. Project Sekai The Movie: Kowareta Sekai to Utaenai Miku — другое название: Colorful Stage! The Movie: A Miku Who Can’t Sing, яп. カラフルなステージ!劇場版:歌えないミク — «Karafurunu Suteiju! Gejiko-ban utaenai Miku») — японский анимационный научно-фантастический драматический музыкальный аниме-фильм 2025 года, созданный по мотивам игры Hatsune Miku: Colorful Stage! компаниями Sega и Colorful Palette, и спродюсирован студией P.A. Works. На японских кинотеатрах фильм дебютировал 17 января 2025 года, за первые 3 дня после выхода фильм собрал 300 миллион иен, позже фильм был лицензирован на английском языке компанией GKIDS, которая выпустила этот фильм в Северной Америке 17 апреля 2025 года, а вот насчёт России и СНГ неизвестно. Режиссёром фильма выступал Хироюки Хата, а сценаристом — Ёко Ёнаияма.

## История
Фильм был анонсирован 29 июля 2024 года, а также был спродюсирован студией P.A. Works. Режиссёром выступил Хироюки Хата, сценаристом выступила Ёко Ёнаияма, дизайн персонажей фильма разработал иллюстратор Юки Акияма, а музыку для фильма написал композитор Сатоси Хоно, а актёры озвучивания персонажей из фильма были те же актёры из музыкальной ритм-игры Hatsune Miku: Colorful Stage!.

### Релиз
Фильм был выпущен в Японии 17 января 2025 года компанией Shochiku, набрав за первые 3 дня на кассовых сборах 300 млн ¥. Компания GKIDS выпустила фильм в Северной Америке 17 апреля 2025 года. Насчёт России и стран СНГ неизвестно — выйдет ли фильм или нет.

## Роли озвучивали
Virtual Singers:
— Хацунэ Мику — Саки Фудзита
— Лука Мэгуринэ — Ю Асакава
— Кагамине Рин/Кагамине Лен — Асами Шимода
— KAITO — Наото Фуга
— MEIKO — Хайго Мейко
Leo/Need
More JUMP JUMP!
Vivid BAD SQUAD
Nightcord at 25:00

## Интересные факты
По словам режиссёра Хироюки Хата, фильм находился в производстве ещё с 2022 года.
На американских кинотеатрах конкурентом фильма возможно станет другой фильм Minecraft в кино.